# Погосян Михайло Асланович
Погосян Михайло Асланович (нар. 18 квітня 1956) — російський авіаконструктор і підприємець, академік РАН (2011), доктор технічних наук, ректор Московського авіаційного інституту (з 2016), у минулому генеральний директор Компанії «Сухой» та генеральний директор «РСК „МіГ“», колишній президент ВАТ «Об'єднана авіабудівна корпорація», голова Ради директорів ЗАТ «Цивільні літаки Сухого».

## Санкції
З 9 червня 2022 року перебувати під персональними санкціями України.